# Alex Chatelain
Alexander Curdin Chatelain (* 22. Februar 1978 in Chur) ist ein Schweizer Eishockeyfunktionär, -trainer und ehemaliger -spieler. Ab Dezember 2020 bis zum Saisonende 2020/21 war Chatelain erneut Assistenztrainer beim SC Bern.

## Laufbahn
Chatelain gab in der Saison 1996/97 seinen Einstand in der Nationalliga A für den HC Davos. Von 1999 bis 2004 sowie von 2007 bis 2009 spielte der Stürmer für den SC Bern und wurde mit den Hauptstädtern 2004 Schweizer Meister. Während seiner Zeit beim EHC Basel stieg er 2005 von der Nationalliga B in die NLA auf. 2009 wechselte der Bündner von Bern zum SC Langenthal, wo er bis zu seinem Karriereende 2012 in der NLB agierte. Zudem war er Nachwuchschef beim SCL.
2014 kam Chatelain, der 2009 in Bern ein Studium der Betriebswirtschaftslehre abgeschlossen hatte, zum SC Bern zurück, übernahm die sportliche Führung der Nachwuchsabteilung und wurde Assistent von Sven Leuenberger, dem damaligen Sportlichen Leiter der NLA-Mannschaft. Im November 2015 löste Chatelain Leuenberger ab und wurde SCB-Sportchef. Chatelain blieb bis zum Ende der Saison 2019/20 im Amt. Während seiner Zeit als Sportchef wurde Bern dreimal Schweizer Meister. Er blieb nach dem Ausscheiden als Sportchef beim SCB und übernahm die Aufgabe der sportlichen Strategieentwicklung.
Ab Dezember 2020 war Chatelain erneut Assistenztrainer beim SCB. Dieses Engagement endete nach der Saison 2020/21.
Er arbeitete hernach bis September 2022 als Geschäftsführer beim SC Langenthal, im November 2022 trat er das Amt des Managers des Golfclubs Limpachtal an.

## Erfolge und Auszeichnungen
| - 1997 Schweizer Elite-A-Junioren-Meister mit den HC Davos - 2004 Schweizer Meister mit dem SC Bern - 2005 NLB-Meister mit dem EHC Basel | - 2005 Aufstieg in die Nationalliga A mit dem EHC Basel - 2012 NLB-Meister mit dem SC Langenthal |

### International
- 1998 Bronzemedaille bei der Junioren-Weltmeisterschaft